# Aia (Spagna)
Aia è un comune spagnolo di 1 610 abitanti situato nella comunità autonoma dei Paesi Baschi.